# Lester Bangs
Leslie Conway Bangs, detto Lester (Escondido, 14 dicembre 1948 – New York, 30 aprile 1982), è stato un critico musicale e musicista statunitense.
È famoso soprattutto per il suo lavoro in riviste come Creem, NME, The Village Voice e Rolling Stone; collaborò anche con tante pubblicazioni semisconosciute. Inoltre, ebbe esperienze come cantante, militando in varie band come i Birdland e i Delinquents. Noto per il suo stile originale, che spesso esula dalla mera critica per prendere di mira personaggi e luoghi comuni della sua epoca, Bangs è stato probabilmente il più celebre giornalista musicale rock di sempre, oltre che un personaggio di primo piano all'interno della controcultura statunitense.

## Biografia
Leslie Conway Bangs nacque ad Escondido, California, Stati Uniti. Sua madre era una testimone di Geova praticante, suo padre morì quando lui era ancora giovane.
Nel 1969 diventò un giornalista freelance (firmandosi come Lester Bangs, nome con il quale è divenuto famoso, forse un tributo al jazzista Lester Young) e inviò un articolo nel quale stroncava gli MC5 a Rolling Stone. Nel 1973 venne licenziato dal direttore della rivista, Jann Wenner, con l'accusa di "parlare male dei musicisti" (in quel caso si trattava dei Canned Heat). Si diresse quindi a Detroit e cominciò a lavorare per Creem, dove scrisse alcuni dei suoi pezzi più famosi, tra i quali si ricordano quelli nei quali cercava di razionalizzare il suo rapporto di "amore/odio" nei confronti della rockstar Lou Reed. Con l'avvento del punk, ma soprattutto a causa di un periodo di siccità nell'ambiente rock, Bangs si trasferì a New York e divenne un assiduo frequentatore del locale CBGB's, dove si esibivano gruppi come Richard Hell & The Voidoids, Patti Smith Group, Television, Talking Heads e Ramones. Divenne amico di Peter Laughner, eclettico chitarrista di gruppi come Rocket from the Tombs e Pere Ubu, e quando questo morì di pancreatite, a soli 24 anni, Bangs gli dedicò un pezzo elegiaco. Alla fine degli anni settanta, Lester Bangs cominciò a suonare con un gruppo di Austin, i Delinquents, assieme ai quali registrò un LP intitolato Jook Savages on the Brazos.
Bangs morì nel 1982, a 33 anni, per un'overdose accidentale di destropropossifene, diazepam e NyQuil (in Italia commercializzato col nome di Medinait, prodotto dalla Vicks): quando spirò stava ascoltando l'album Dare del 1981 degli Human League.

## Stile
Sebbene affondi le sue radici nel New Journalism, lo stile di Bangs si rifà più direttamente al Gonzo journalism di Hunter S. Thompson. All'inizio della sua carriera, Bangs scriveva di getto, spesso sotto effetto di stupefacenti, ma negli ultimi tempi era diventato più curato; questo fatto gli permise di approdare ad una forma più calibrata, ma rallentava anche i suoi tempi di scrittura.

## Pubblicazioni
In Italia sono stati pubblicati dalla Minimum fax tutti gli scritti di Bangs raccolti finora in volume, tutti e tre tradotti da Anna Mioni. Si tratta di:
- Guida Ragionevole al frastuono più atroce (2005)
- Deliri, desideri e distorsioni (2006)
- Impubblicabile! (2008)

## Citazioni nella cultura di massa
- Nel film Quasi famosi Bangs è interpretato da Philip Seymour Hoffman.
- Lester Bangs è nominato nella canzone It's the End of the World as We Know It (And I Feel Fine) dei R.E.M., insieme a Lenny Bruce.
- A Lester Bangs è dedicata la canzone La Sindrome di Bangs dei Tre Allegri Ragazzi Morti.
- Lester Bangs è citato nella canzone Mi sono rotto il cazzo del gruppo Lo Stato Sociale.